# Maxillaria ramosissima
Maxillaria ramosissima är en orkidéart som beskrevs av Friedrich Fritz Wilhelm Ludwig Kraenzlin. Maxillaria ramosissima ingår i släktet Maxillaria och familjen orkidéer. Inga underarter finns listade i Catalogue of Life.